# Тяговий клас
Тяговий клас — технічна характеристика тракторів, обумовлена найбільшим тяговим зусиллям, яке розвиває трактор на стерні колосових нормальної вологості та твердості при певному буксуванні (для гусеничних — не більше 3%, колісних 4 × 4 — не більше 14%, колісних 4 × 2 — не більше 16%). Для промислових тракторів тягове зусилля визначається на сухому піску тому тяговий клас трактора з промислової класифікації завжди вище.
Клас тяги сільськогосподарських тракторів — це номінальне (розрахункове) тягове зусилля, яке розвивається трактором за оптимальної швидкості руху і достатньо високому ККД, на аґрофоні стерні, на горизонтальній ділянці шляху за нормального атмосферного тиску.

Клас тяги промислових тракторів – це максимальне тягове зусилля, що розвивається трактором на рихлому ґрунті, на горизонтальній ділянці шляху за нормального атмосферного тиску.
Таким чином, клас тяги промислових тракторів є вищий ніж сільськогоподарських, якщо вони базуються на одній і тій же моделі. Наприклад, якщо трактор Т-130 (базовий) буде обладнаний навісними системами сільськогосподарських тракторів, то його клас тяги буде 60 кН, а якщо промисловою навіскою (універсальною рамою), то його клас тяги уже буде 100 кН.
Класифікація тракторів за класом тяги

## Тяговий клас 0,1
- Мотоблоки

## Тяговий клас 0,2
- Важкі мотоблоки
- Малогабаритні трактори:

1. Міні-трактор а: Беларус-082, Беларус-08К, Беларус-112, Беларус-132Н, КМЗ-012, Т-0, 2 (Уралець), ХТЗ-8 (Прикарпатець)
2. Самохідне шасі: Беларус-084

## Тяговий клас 0,4
- Колісні:  ХТЗ-7

## Тягового класу 0,6
- Колісні:  Універсальні самохідні шасі  Т-16М і наступні модифікації з двигуном потужністю 25-30 к.с.; Т-25 (трактор),  Т-30, Агромаш-30ТК (ВТЗ-2032).
- Малогабаритні трактори: Беларус-310, Беларус-320, Беларус-321

## Тяговий клас 0,9
- Колісні  Т-40

## Тягового класу 1,4
- Колісні  МТЗ-80 і модифікації
- Беларус-921

## Тяговий клас 2
- Колісні:  Беларус 1221 (1222), ЛТЗ-155, Т-70С

## Тяговий клас 3
- Колісні: АТМ 3180,  Беларус 1523,  Т-150К
- Гусеничні: ДТ-75, ДЕС4,  Т-150

## Тяговий клас 4
- Колісні:  Беларус 2022
- Гусеничні:  Беларус 2103

## Тяговий клас 5
- Колісні:  К-700, К-701, К-702, К-703, АТМ 5280,  Беларус 3023, 3022, 2822, 2522
- Гусеничні: Т-250, Т-501

## Тяговий клас 8
- Гусеничні: К-745

## Тяговий клас 10
- Гусеничні: Б10М, Б11, Liebherr PR724L, ЛД-4А, Б-170М1, Shantui SD16

## Тяговий клас 15
- Гусеничні: Б12

## Тяговий клас 25
- Гусеничні: ДЕТ-320, Т-330, Бульдозер ДЕТ-250М2Б1Р1

## Тяговий клас 75
- Гусеничні: Т-800